# Hypericum griffithii
Hypericum griffithii är en johannesörtsväxtart som beskrevs av Joseph Dalton Hooker, Amp; Thoms. och William Turner Thiselton Dyer. Hypericum griffithii ingår i släktet johannesörter, och familjen johannesörtsväxter. Inga underarter finns listade i Catalogue of Life.